# Land of Confusion
Land of Confusion is een nummer van de Britse rockband Genesis uit 1986. Het is de derde single van hun dertiende studioalbum Invisible Touch. Het nummer gaat over de Koude Oorlog en de dreiging van kernwapens.

## Videoclip
"Land of Confusion" staat vooral bekend om haar videoclip met poppen van de Britse satirische animatieserie Spitting Image die allerlei bekende personen persifleren. De clip opent met poppen van Ronald Reagan (ingesproken door Chris Barrie), Nancy Reagan en een chimpansee (als parodie op Reagans film Bedtime for Bonzo), die om 16:30 naar bed gaan. Ronald Reagan, die een teddybeer vasthoudt, valt in slaap en krijgt een nachtmerrie, wat het uitgangspunt is voor de hele videoclip. Daarna zien we poppenversies van de bandleden van Genesis, tijdens een concert. Van Phil Collins zijn er twee poppen, één die zingt en één die drumt.
Tijdens het tweede couplet zien we poppen van wereldleiders die speeches geven op grote videoschermen voor grote groepen mensen. We zien Benito Mussolini, Ruhollah Khomeini, Michail Gorbatsjov en Muammar al-Kaddafi. Ondertussen zien we Ronald Reagan in een supermanpak, terwijl Collins zingt:
Oh Superman where are you now
When everything's gone wrong somehow
The men of steel, the men of power
Are losing control by the hour
Ondertussen blijkt de echte Reagan bellen te blazen in een plas van zijn eigen zweet.
Tijdens de bridge van het nummer kijken de Reagans in een supermanpak en een dinosaurus diverse clips, waarin Johnny Carson, Walter Cronkite, Richard Nixon, Leonard Nimoy als Mr. Spock (met een Rubik's Cube), en Bob Hope. Dan gaat de video terug naar de prehistorie, waar Ronald en Nancy Reagan kennismaken met dinosauriërs. Aan het eind van dit deel van de video, gooit de chimpansee een bot in de lucht, wat verwijst naar de film 2001: A Space Odyssey.
Als het bot valt, schakelt de video plotseling over naar Phil Collins die een vallende telefoon opvangt, en de persoon aan de andere kant van de lijn informeert dat hij die nacht niet thuiskomt ("I won't be coming home tonight, my generation will put it right"). Als Collins zingt "we're not just making promises", landt het bot op het hoofd van David Bowie en Bob Dylan, maar het bot mist Mick Jagger. Vervolgens zien we Reagan op de dinosaurus (waarmee hij eerder clips keek) rijden terwijl hij een cowboyhoed draagt. Als de video zijn climax nadert, zien we poppen van een hoop beroemdheden. Tina Turner, Michael Jackson, Madonna, Bill Cosby en Hulk Hogan zingen mee met het refrein van het nummer, als parodie op We Are the World, met Paus Johannes Paulus II op de elektrische gitaar.
Aan het eind van de video wordt Reagan badend in het zweet wakker uit zijn droom. Nancy draagt op dat moment een snorkel. Nadat Reagan wat te "drinken" heeft genomen (hij giet het drinken op zijn gezicht in plaats van in zijn mond), drukt hij op een knopje naast zijn bed. Hij wil eigenlijk op een knop drukken waarop staat "Nurse", maar drukt per ongeluk op een knop waarop staat "Nuke", waardoor er een kernexplosie ontstaat. Reagan reageert daarop met de laconieke woorden: “Man, that’s one heck of a nurse!”, waarop Nancy hem voor zijn hoofd slaat met haar snorkel.

### Beroemdheden in de video
De volgende beroemdheden worden gepersifleerd in de videoclip:
- Tony Banks
- Phil Collins
- Mike Rutherford
- Ronald Reagan
- Pete Townshend
- Nancy Reagan
- Jimmy Carter
- Margaret Thatcher
- Henry Kissinger
- Leopoldo Galtieri
- Robert Maxwell
- David Owen
- Richard Branson
- Charles van Wales
- Benito Mussolini
- Ayatollah Khomeini
- Michail Gorbatsjov
- Leonid Brezjnev
- Muammar al-Kaddafi
- Ed McMahon
- Johnny Carson
- Walter Cronkite
- Richard Nixon
- Leonard Nimoy
- Bob Hope
- Bob Hawke
- Sylvester Stallone
- Prince
- Grace Jones
- François Mitterrand
- Tina Turner
- Bruce Springsteen
- Bob Dylan
- David Bowie
- Mick Jagger
- Tammy Faye Bakker
- Thomas Gottschalk
- Helmut Kohl
- Erich Honecker
- Urho Kekkonen
- Alan Greenspan
- Frank Sinatra
- Roger Moore
- Woody Allen
- Malcolm McDowell
- Erik Estrada
- Clark Gable
- Richard Dreyfuss
- Rick Springfield
- Sophia Loren
- William Shatner

- Elvis Presley
- George Harrison
- Anthony Perkins
- Debbie Harry
- Farrah Fawcett
- Spiro Agnew
- John Mellencamp
- James Dean
- Kim Carnes
- John Ritter
- Larry Hagman
- Bill Murray
- Lee Majors
- Marlon Brando
- Johnny Cash
- Ed Begley jr.
- Peter Falk
- Elizabeth Taylor
- Tom Baker
- Carole King
- Carly Simon
- Adam West
- Carl Sagan
- Don Johnson
- Gerald Ford
- Michael Landon
- Jack Nicholson
- Tom Cruise
- Goldie Hawn
- James Dean
- George Lazenby
- Lita Ford
- Casey Kasem
- Larry King
- Linda Hamilton
- Harrison Ford
- David Coleman
- Sigourney Weaver
- James Stewart
- Ann Wilson
- Burt Reynolds
- Dean Martin
- Victoria Principal
- Kirk Douglas
- Michael Douglas
- Lindsey Winger
- John Travolta
- Bobby Moore
- Michael J. Fox
- Christopher Reeve
- DeForrest Kelley

- Leslie Nielsen
- Janis Joplin
- Dan Aykroyd
- Robert Redford
- Charlton Heston
- Paul Newman
- Diane Keaton
- Al Pacino
- Lucille Ball
- Donna Summer
- John F. Kennedy jr.
- Joan Rivers
- Paus Johannes Paulus II
- Ringo Starr
- Yoko Ono
- Clint Eastwood
- Michael Jackson
- Cyndi Lauper
- Barbra Streisand
- Madonna
- Jane Fonda
- Bette Midler
- Diana Spencer
- Dolly Parton
- Isabella II van Spanje
- Stephen King
- Mr. T
- Walter Matthau
- Paul McCartney
- Hulk Hogan
- Bill Cosby
- Sting
- Arnold Schwarzenegger
- Bob Geldof
- Faye Dunaway
- Cliff Richard
- Boy George
- Elton John
- Philip van Edinburgh
- Freddie Mercury
- Popeye
- Stevie Wonder
- Godzilla
- Bryan Ferry
- Roger Daltrey
- Marshall Crenshaw
- Tito Puente
- Rodney Dangerfield
- Kim Wilde
- Angus Young

## Hitlijsten
Het nummer werd in Noord-Amerika, West-Europa en Oceanië een hit. In thuisland het Verenigd Koninkrijk haalde het de 14e positie in de UK Singles Chart. In Nederland werd de plaat veel gedraaid op Radio 3 en werd een grote hit. De plaat bereikte de 8e positie in de Nederlandse Top 40 en de 10e positie in de Nationale Hitparade. In België bereikte de single de 14e positie in zowel de Vlaamse Ultratop 50 als de Vlaamse Radio 2 Top 30.

### NPO Radio 2 Top 2000
| Nummer met noteringen in de NPO Radio 2 Top 2000 | '99 | '00 | '01 | '02 | '03 | '04 | '05 | '06 | '07 | '08 | '09 | '10 | '11 | '12 | '13 | '14 | '15 | '16 | '17 | '18 | '19 | '20 | '21 | '22 | '23 | '24 |
| ------------------------------------------------ | --- | --- | --- | --- | --- | --- | --- | --- | --- | --- | --- | --- | --- | --- | --- | --- | --- | --- | --- | --- | --- | --- | --- | --- | --- | --- |
| Land of Confusion                                | 307 | 299 | 297 | 282 | 388 | 423 | 645 | 665 | 738 | 551 | 551 | 586 | 613 | 641 | 481 | 568 | 561 | 552 | 559 | 712 | 775 | 853 | 830 | 814 | 838 | 955 |

1. ↑  Een vetgedrukt getal geeft de hoogste notering aan.

## Disturbed
In 2006, 20 jaar nadat Genesis de originele versie uitbracht, bracht de Amerikaanse heavy metalband Disturbed een cover uit van het nummer, als vierde single van hun derde studioalbum Ten Thousand Fists.
De videoclip van Disturbeds versie is een tekenfilm, waarin onder andere de Amerikaanse president George W. Bush, de Britse premier Tony Blair, de Franse president Jacques Chirac, de Russische president Vladimir Poetin en de Japanse premier Junichiro Koizumi te zien zijn.
De versie van Disturbed was wereldwijd lang niet zo succesvol als de versie van Genesis. Het behaalde enkel de hitlijsten in het Verenigd Koninkrijk, waar het de 79e positie behaalde.